# Марокит
Марокит (CaMn2O4) — минерал класса окислов, семейства шпинелей, назван по месту находки (Марокко).

## Свойства минерала

### Структура и морфология кристаллов
Ромбическая сингония; пространственная группа — {\displaystyle Pmad} или {\displaystyle P2ad}; параметр ячейки {\displaystyle a_{0}}= 9,71 Å ; {\displaystyle b_{0}} = 10,03 Å ; {\displaystyle c_{0}} = 3,16 Å ; {\displaystyle a_{0}:b_{0}:c_{0}=0,968:1:0,315;} Z = 4. Структура характеризуется наличием вокруг атомов кальция полиэдров с девятью вершинами, занятыми атомами кислорода; ближайшие атомы кислорода находятся от атомов кальция на расстоянии 2,27—2,47 Å, два расстояния Ca — O равны 2,64 Å. Атомы кальция расположены в одной плоскости. Атомы марганеца заключены в октаэдры при четырёх расстояниях Mn — O в пределах 1,90—1,97 Å и двух, равных 2,39—2,46 Å. Структура почти идентична Касcеиту. Наиболее развиты грани b (010), обычны m (110), n (120), e (011) и d (201). Кристаллы толстотаблитчаты по (010).

### Физические свойства
Спайность по (001) совершенная, по (100) несовершенная. Излом неровный. Твердость 6,5. Микротвёрдость 800 кГ/мм2. Удельный вес 4,64. Цвет чёрный. Черта красновато-бурая. Непрозрачна или слегка просвечивает в темно-красных тонах. При нагревании свыше 1400°С не изменяется.

### Микроскопическая характеристика
В шлифах в проходящем свете очень сильно плеохроирует: показатели преломления, вычисленные по отражательной способности n = 2,30. В отраженном свете серый с бурым оттенком. Двуотражение отчетливое от серого со слабым желтоватым оттенком до буровато-серого. Сильно анизотропен с желто-зеленом и зелено-желтыми цветными эффектами. Внутренние рефлексы карминово-красные.

### Химический состав
Теоретический состав: CaO — 26,21 %; Mn2O3 — 73,79 %. Перед паяльной трубкой не плавится. Из обычных реактивов травления только концентрированная HCl дает бурый, легко стирающийся налет.

## Нахождение
Встречается в виде кристаллов (до {\displaystyle 5*1,5*0,5} см). Встречен лишь в отвалах одной из жил рудного поля Ташгагальт в Антиатласе (Марокко). Заключен в кальците и барите, сопровождается главным образом гаусманитом, также браунитом, креднеритом, полианитом и другими марганцевыми минералами.

## Искусственное получение
Синтезирован в результате многочасового прокаливания при 800°С смеси MnO2 с оксалитом кальция или перманганата калия с хлористым кальцием. Получен также пи изучении системы CaO — MnO в пределах температур 1200—1750°С.

## Отличия
От других марганцевых минералов отличается формой кристаллов, напоминающие кристаллы вольфрамита (в отличие от последнего у марокита плоскость совершенной спайности перпендикулярна, а не параллельна удлинению кристаллов). В шлифах, в отличие от гаусманита, обладает сильным плеохроизмом, двуосен, поперечные разрезы кристаллов удлиненные. В отраженном свете несколько темнее гаусманита и браунита.